# 博多美人
博多美人（はかたびじん）とは、福岡県福岡市とその近辺の地域の美女を指す言葉である。必ずしも福岡都市圏の出身女性に限られて用いられる言葉ではなく、この地域に在住する女性などにも用いられる。「福岡には美人が多い」と言われ、秋田美人・京美人とともに「日本三大美人」と並び賞される。

## 要因

### 文化的要因説（社会心理と行動様式）
福岡に美女が多いとされる理由として、当地の女性の美容に対する関心の高さや支出の多さなどが挙げられる。天神地区のネイルサロン・エステティックサロン・美容室の女性1人あたりの店舗数は全国一とされ、平成17～19年の総務省の家計調査によると、福岡市の1世帯あたりの化粧品や女性服など美容関連の支出は年平均13万円と他都市および全国平均と比較しても多いことが判明している。また、婦人服店数、ヨガ教室も政令指定都市の中でもトップであり、美容ビジネスが盛んに行われている。平成24年の厚生労働省の調査によると、福岡市内の美容外科医は28人で、全国の6％を占めている。福岡名物のもつ鍋、辛子明太子は美容に効果的な食品であり、ほかの地域に比べて口にする機会が多く、美しさを育む理由の一つとされる。もつ鍋には必須アミノ酸や潤いのある肌を保つコラーゲンが豊富に含まれている。辛子明太子は、肌によいビタミンが豊富に含まれており、唐辛子に含まれるカプサイシンによる脂肪分解の効果が見られる。

### 社会的要因説（人為的選択と淘汰）
福岡は古来からアジアの玄関口として外国との交流が盛んに行われており、地理的にも、両者の混血が進んでいたとされる。福岡には、明治から現代まで続く歓楽街の中洲があり、スナックやバー、高級クラブ、或いは中洲に隣接する南新地の風俗店など、福岡内外各地から美人が集結する産業構造が存在する。合巻歌舞伎「不知火譚」などの舞台ともなった。江戸時代中期頃から博多に芸妓が登場し、明治期から大正にかけて活躍。一時は2000人を擁したという。太平洋戦争後は大幅に縮小したものの、現在でも『博多券番』（検番：芸妓の取り次ぎなどを行う事務所）の名は残り、博多の芸妓を取りまとめている。こういった歓楽街としての繁栄の結果として「美人が多い」というイメージが醸成されたとも考えられる。毎年博多座で行われる博多芸妓による『博多をどり』も長い歴史を持つ。
これらの条件が複合的に重なっていわゆる博多美人が成立したと考えられる。

## 関連する事物
博多美人の美しさは博多人形の「美人もの」に描写される。その美しさの特徴は肌の白さと目元の麗しさにあり、柳腰で涼しげな表情なのが一般的な特徴である。
土産菓子として、はかたや本舗の「博多美人」や二鶴堂の「博多の女」など、博多美人にちなむ商品が存在する。
演歌では、北島三郎の「博多の女」など、博多美人や中洲に関連する曲目が幾つか存在する。